# Bahnstrecke Aschersleben–Nienhagen
| Streckennummer (DB): | 6859 (Aschersleben–Schneidlingen) 6908 (Schneidlingen–Nienhagen) |                                                       |                                                       |
| Kursbuchstrecke: | 189q (1934)                                                      |                                                       |                                                       |
| Streckenlänge: | 46,4 km                                                          |                                                       |                                                       |
| Spurweite: | 1435 mm (Normalspur)                                             |                                                       |                                                       |
| Maximale Neigung: | 25 ‰                                                             |                                                       |                                                       |
| Minimaler Radius: | 200 m                                                            |                                                       |                                                       |
| |                                                                  |                                                       |                                                       |
| \| \| \| Aschersleben Hecklinger Straße \| 114 m \| \| \| \| Übergang zu den Strecken Halle–Halberstadt \| \| \| \| \| und Köthen–Aschersleben \| \| \| \| 0,00 \| Aschersleben Nord \| 115 m \| \| \| \| zum Güterbahnhof Aschersleben \| \| \| \| 4,45 \| Wilsleben \| 110 m \| \| \| 8,42 \| Königsaue \| 110 m \| \| \| 9,97 \| Schadeleben \| Schadeleben \| \| \| 10,45 \| Schadeleben Ort \| Schadeleben Ort \| \| \| 12,76 \| Hakelforst \| 173 m \| \| \| 13,60 \| (Scheitelpunkt) \| 187 m \| \| \| 17,00 \| Cochstedt (Kr Quedlinburg) \| 117 m \| \| \| 17,50 \| Cochstedt (Kr Quedlinburg) Süd \| 122 m \| \| \| \| von Staßburt \| \| \| \| 22,25 \| Schneidlingen \| 75 m \| \| \| 22,20 \| Schneidlingen Kleinbahnhof \| 75 m \| \| \| \| \| \| \| \| \| nach Blumenberg \| \| \| \| \| Ende Abstellgleis Ascherslebener Verkehrsgesellschaft \| \| \| \| 21,31 23,00 \| Abzweig Schneidlingen \| Abzweig Schneidlingen \| \| \| \| Anschluss Grubenbahn \| \| \| \| 29,20 \| Hakeborn \| 88 m \| \| \| 34,70 \| Kroppenstedt \| 93 m \| \| \| 38,00 \| Gut Heynburg \| 110 m \| \| \| 40,70 \| Gröningen (Bz Magdeburg) \| 92 m \| \| \| \| Bode \| \| \| \| 43,50 \| Klostergröningen \| 93 m \| \| \| \| von Halberstadt \| \| \| \| 46,10 \| Nienhagen (b Halberstadt) \| Nienhagen (b Halberstadt) \| \| \| \| nach Jerxheim \| \| \| \| \| nach Magdeburg \| \| |                                                                  |                                                       |                                                       |
| Haltepunkt / Haltestelle Streckenanfang (Strecke außer Betrieb) |                                                                  | Aschersleben Hecklinger Straße                        | 114 m                                                 |
| Strecke (außer Betrieb) |                                                                  | Übergang zu den Strecken Halle–Halberstadt            | Übergang zu den Strecken Halle–Halberstadt            |
| Strecke (außer Betrieb) |                                                                  | und Köthen–Aschersleben                               | und Köthen–Aschersleben                               |
| Bahnhof (Strecke außer Betrieb) | 0,00                                                             | Aschersleben Nord                                     | 115 m                                                 |
| Abzweig geradeaus und nach links (Strecke außer Betrieb) |                                                                  | zum Güterbahnhof Aschersleben                         | zum Güterbahnhof Aschersleben                         |
| Haltepunkt / Haltestelle (Strecke außer Betrieb) | 4,45                                                             | Wilsleben                                             | 110 m                                                 |
| Bahnhof (Strecke außer Betrieb) | 8,42                                                             | Königsaue                                             | 110 m                                                 |
| Dienststation / Betriebs- oder Güterbahnhof (Strecke außer Betrieb) | 9,97                                                             | Schadeleben                                           | Schadeleben                                           |
| Haltepunkt / Haltestelle (Strecke außer Betrieb) | 10,45                                                            | Schadeleben Ort                                       | Schadeleben Ort                                       |
| Bahnhof (Strecke außer Betrieb) | 12,76                                                            | Hakelforst                                            | 173 m                                                 |
| Kulminations-/Scheitelpunkt (Strecke außer Betrieb) | 13,60                                                            | (Scheitelpunkt)                                       | 187 m                                                 |
| Bahnhof (Strecke außer Betrieb) | 17,00                                                            | Cochstedt (Kr Quedlinburg)                            | 117 m                                                 |
| Bahnhof (Strecke außer Betrieb) | 17,50                                                            | Cochstedt (Kr Quedlinburg) Süd                        | 122 m                                                 |
| Strecke · Strecke (außer Betrieb) |                                                                  | von Staßburt                                          | von Staßburt                                          |
| Bahnhof · Strecke (außer Betrieb) | 22,25                                                            | Schneidlingen                                         | 75 m                                                  |
| Strecke · Kopfbahnhof Streckenanfang (Strecke außer Betrieb) · Strecke (außer Betrieb) | 22,20                                                            | Schneidlingen Kleinbahnhof                            | 75 m                                                  |
| Abzweig geradeaus und nach links · Abzweig ehemals geradeaus und von rechts · Strecke (außer Betrieb) |                                                                  |                                                       |                                                       |
| Strecke nach rechts · Strecke · Strecke (außer Betrieb) |                                                                  | nach Blumenberg                                       | nach Blumenberg                                       |
| Strecke (außer Betrieb) |                                                                  | Ende Abstellgleis Ascherslebener Verkehrsgesellschaft | Ende Abstellgleis Ascherslebener Verkehrsgesellschaft |
| Abzweig geradeaus und nach links (Strecke außer Betrieb) · Strecke nach rechts (außer Betrieb) | 21,31 23,00                                                      | Abzweig Schneidlingen                                 | Abzweig Schneidlingen                                 |
| Abzweig geradeaus und nach links (Strecke außer Betrieb) |                                                                  | Anschluss Grubenbahn                                  | Anschluss Grubenbahn                                  |
| Bahnhof (Strecke außer Betrieb) | 29,20                                                            | Hakeborn                                              | 88 m                                                  |
| Bahnhof (Strecke außer Betrieb) | 34,70                                                            | Kroppenstedt                                          | 93 m                                                  |
| Bahnhof (Strecke außer Betrieb) | 38,00                                                            | Gut Heynburg                                          | 110 m                                                 |
| Bahnhof (Strecke außer Betrieb) | 40,70                                                            | Gröningen (Bz Magdeburg)                              | 92 m                                                  |
| Brücke über Wasserlauf (Strecke außer Betrieb) |                                                                  | Bode                                                  | Bode                                                  |
| Bahnhof (Strecke außer Betrieb) | 43,50                                                            | Klostergröningen                                      | 93 m                                                  |
| Abzweig ehemals geradeaus und von links |                                                                  | von Halberstadt                                       | von Halberstadt                                       |
| Haltepunkt / Haltestelle | 46,10                                                            | Nienhagen (b Halberstadt)                             | Nienhagen (b Halberstadt)                             |
| Abzweig geradeaus und ehemals nach links |                                                                  | nach Jerxheim                                         | nach Jerxheim                                         |
| Strecke |                                                                  | nach Magdeburg                                        | nach Magdeburg                                        |

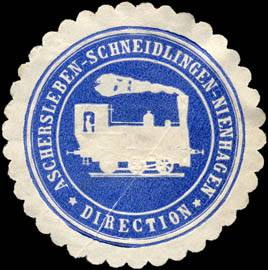
Siegelmarke Aschersleben – Schneidlingen – Nienhagen – Direction

Die Bahnstrecke Aschersleben–Nienhagen war eine normalspurige, nicht elektrifizierte Nebenbahn in Sachsen-Anhalt. Sie erschloss die Landschaft im Süden der Magdeburger Börde rund um den Höhenzug Hakel mit ihren Braunkohlengruben. Erbaut und betrieben wurde die Strecke zunächst von der Aschersleben-Schneidlingen-Nienhagener Eisenbahn AG (ASN).

## Geschichte
Die Bahngesellschaft wurde am 24. September 1895 als Aschersleben-Schneidlingen-Nienhagener Kleinbahn AG gegründet. Am 22. Mai 1928 wurde ihr Name zu Aschersleben-Schneidlingen-Nienhagener Eisenbahn AG geändert.
Zu den Gründern gehörten die Allgemeine Deutsche Kleinbahn-Gesellschaft AG, die Hildesheimer Bank sowie die Städte Gröningen, Kroppenstedt und Cochstedt, ferner die Betreiber zweier Braunkohlen-Gruben.
Nach ihrer Gründung kaufte die ASN die 9,9 Kilometer lange Grubenbahn Aschersleben-Königsaue, die von der Gewerkschaft Graf Douglas am 20. September 1892 eröffnet worden war, und die Grubenbahn Schneidlingen–Grube Archibald (0,6 km). Ferner pachtete sie die 1879 erbaute Anschlussbahn Nienhagen–Gröningen (4,6 km) der seit 1864 bestehenden Zuckerfabrik Wiersdorff, Hecker & Co in Gröningen und erwarb auch eine der Lokomotiven der Zuckerfabrik.
Der Bahnbetrieb auf der 46 Kilometer langen, regelspurigen Strecke Aschersleben West (nach 1938: Nord)–Schneidlingen Nord–Nienhagen Süd wurde am 1. April 1897 eröffnet. Die Personenzüge wurden in Schneidlingen gebrochen, durchgehende Züge gab es während der Kleinbahnzeit nicht. Für zahlreiche Kleinstädte und Gemeinden stellte die ASN Anschlüsse zur Staatsbahn her; in Aschersleben an die Hauptstrecken Halle–Halberstadt und Köthen–Aschersleben, in Schneidlingen an die Nebenbahn Staßfurt–Blumenberg und in Nienhagen an die Hauptbahn Magdeburg–Thale.
Die Abfahrtstelle in Aschersleben wurde am 1. Oktober 1910 an die Hecklinger Straße – 400 Meter vom Staatsbahnhof entfernt – verlegt und so die Strecke um fast einen Kilometer verlängert.
Den Betrieb führte ab 21. Oktober 1903 die Allgemeine Deutsche Kleinbahn-Gesellschaft AG als Hauptaktionärin, die sich ab 28. Juni 1923 Allgemeine Deutsche Eisenbahn-AG nannte. Ab 1. Januar 1926 trat deren Tochter, die Allgemeine Deutsche Eisenbahn-Betriebs-GmbH, an ihre Stelle.
Nach dem Zweiten Weltkrieg wurde die Gesellschaft, die damals überwiegend der AG für Verkehrswesen gehörte, enteignet und die Bahn ab 15. August 1945 der Provinz Sachsen, ab 15. Dezember 1946 den Sächsischen Provinzbahnen GmbH unterstellt, bis sie am 1. Januar 1950 in die Deutsche Reichsbahn eingegliedert wurde.
Die schrittweise Stilllegung begann mit der Einstellung des Personenverkehrs zwischen Aschersleben und Schneidlingen ab 3. November 1963, gleichzeitig des Güterverkehrs bis Hakelforst. Von Schneidlingen bis Kroppenstedt endete der Gesamtbetrieb am 23. Mai 1965 und auf dem verbliebenen Abschnitt bis Nienhagen am 21. Mai 1966. Allerdings wurden der Anschluss bei Hakelforst und die Zuckerfabrik Gröningen noch bis zum 10. Januar 1994 bedient, zwischen Cochstedt und Schneidlingen war noch bis zum 1. Januar 1996 Güterverkehr möglich.
Ab Mitte 2015 sollte der Flughafen Magdeburg-Cochstedt mit einer 11,5 Kilometer langen Anschlussstrecke von Cochstedt aus angebunden werden, um den dortigen Frachtverkehr zu fördern. Ursprünglich war die Anbindung bereits zum Herbst 2014 geplant.

## Überlieferung
Die Überlieferung der Aschersleben-Schneidlingen-Nienhagener Eisenbahn AG befindet sich in der Abteilung Dessau des Landesarchivs Sachsen-Anhalt. 